# El Universo
El Universo é um dos maiores jornais diários do Equador, com sede na cidade de Guayaquil. Foi fundado em 1921 e sua primeira edição foi publicada em 16 de setembro do mesmo ano.